# Рудиковка (деревня)
Рудиковка — деревня  в составе Городищенского сельсовета Енисейского района Красноярского края.

## Географическое положение
Деревня расположена на правом берегу Енисея в 13 км  на юго-восток от центра сельсовета, села Городище, и в примерно 37 км на юго-восток по прямой от районного центра города Енисейск, напротив города Лесосибирск, лежащего на левом берегу Енисея.

## Климат
Климат резко континентальный с низкими зимними температурами, застоем холодного воздуха в долинах рек и котловинах. В зимнее время над поверхностью формируется устойчивый Сибирский антициклон, обусловливающий ясную и морозную погоду со слабыми ветрами. Континентальность климата обеспечивает быструю смену зимних холодов на весеннее тепло. Однако низменный рельеф способствует проникновению арктического антициклона. Его действие усиливается после разрушения сибирского антициклона с наступлением теплого периода. Поэтому до июня бывают заморозки. Средние многолетние значения минимальных температур воздуха в самые холодные месяцы – январь и февраль – составляет –25…–27°С, а абсолютный минимум достигает -53…-59°С. Средние из максимальных значений температуры для наиболее теплого месяца (июля) на всем протяжении долины колеблются в пределах 24 – 25°С, а абсолютные максимумы температур в летние месяцы достигают значений в 36 – 39°С. Зима продолжительная. Период со средней суточной температурой ниже -5° на всей протяженности составляет около 5 месяцев (с ноября по март). Ниже 0° – около полугода. Продолжительность безморозного периода в рассматриваемом районе составляет 103 дня, при этом первые заморозки наблюдаются уже в начале сентября. Последние  заморозки на поверхности почвы  могут наблюдаться в мае.

## История
Деревня основана в 1640-х гг. десятником Семёном Родюковым и называлась Родюковская. Первыми жителями были крестьяне, промышленники, ремесленники. В 1670 г. здесь было 12 дворов.

## Население
Постоянное население составляло 58 человек в 2002 году (88% русские), 39 в 2010.

## Достопримечательности
Рядом с деревней находится Рудиковское месторождение мраморизованных известняков. По техническим характеристикам такие известняки превосходят классический мрамор, состоящий из чистого кальцита. Ресурсы делового камня в доступной для освоения части составляют 58 млн.тонн. Мраморы Рудиковского месторождения обладают уникальной цветовой гаммой, изменяющейся от белого до черных разностей, а всего имеют более 20 цветов и оттенков.